# Tromboelastografi
Tromboelastografi (TEG) är en metod för att bedöma blodets koaguleringsförmåga, och mätvärden från den används bland annat i samband med kirurgi och narkos. TEG utvecklades 1948 av den tyske läkaren Hellmut Harter.